# Santa Maria (Catanzaro)
Santa Maria o Santa Maria di Catanzaro, è un quartiere di 11 074 abitanti del comune di Catanzaro, capoluogo della regione Calabria. Situato a sud rispetto al centro cittadino, si estende per circa 2,4 km², ad un'altitudine di 80 metri s.l.m. La zona funge da collegamento tra i quartieri nord della città dei tre colli e il quartiere marinaro di Catanzaro Lido.

## Società

### Religione
A livello ecclesiale sono presenti numerosi movimenti. Tuttavia il movimento la cui presenza è rilevante è importante per il quartiere è quello delle Suore delle poverelle dell'istituto Palazzolo, che iniziarono la loro presenza nella zona nel mese di ottobre del 1942. Il loro primo alloggio fu una casa presa in affitto adiacente alla chiesa parrocchiale finché nel 1956 fu costruita la nuova grande casa. La vasta connotazione socio-assistenziale prevedeva molte attività tra cui l'accoglienza delle orfane, la scuola, il servizio ambulatoriale e a domicilio, la vicinanza alle famiglie in difficoltà e, tempo dopo, un'attenzione particolare agli zingari. Nella struttura campeggia una grande chiesa, più volte utilizzata come succursale delle parrocchie vicine per prime comunioni, cresime, matrimoni. È presente anche un teatro, utilizzato oltre che per attività ricreative, per giornate di ritiro per adulti delle parrocchie di città e dintorni e per corsi di formazione della FISM e di altri enti. Un deciso passo in avanti avviene negli anni novanta quando, complice mutate esigenze, si realizza lo sdoppiamento dell'orfanotrofio in due Case Famiglia, una per minori e una per donne in difficoltà. Ancora per venire incontro alle difficoltà degli zingari viene instaurato anche un doposcuola. la presenza delle suore si estende anche al carcere di Siano, nel quale si svolgono incontri con i detenuti e il coordinamento dei volontari.

### Problematiche
Pur registrando nel quartiere una scolarità in genere alta, il livello culturale di base che si riscontra è basso, soprattutto a causa delle scarse possibilità di impiego. La disoccupazione, infatti, raggiunge livelli rilevanti, il servizio sanitario possiede in loco buone competenze e professionalità, ma permangono carenze a livello strutturale ed organizzativo. Nel tratto popolare di Viale Isonzo, che si trova nel quartiere Corvo, si sono insediate comunità di gruppi Rom e Sinti, e ciò crea non poche divergenze e attriti con la popolazione locale.

### Feste
Molto sentita dagli abitanti del quartiere è la festa patronale. In onore di Santa Maria di Zarapoti, si svolge la seconda domenica di settembre.

## Infrastrutture e trasporti

### Strade
Il quartiere è attraversato dalla variante della Strada statale 106 Jonica. La strada, inaugurata nel 2011 dall'allora Ministro delle infrastrutture e dei trasporti Altero Matteoli, è composta da due carreggiate e quattro corsie che hanno permesso il decongestionamento del traffico a cui il quartiere era particolarmente assoggettato.

### Ferrovie
Il quartiere era servito da una stazione ferroviaria sita sulla linea Cosenza-Catanzaro Lido delle Ferrovie della Calabria, servita dai treni della cosiddetta "metropolitana di Catanzaro".
Fino al 2008 era anche in servizio anche la stazione FS posta sulla linea Lamezia Terme-Catanzaro Lido.